# أربين هوفانيسيان
أربين هوفهانيسيان (بالأرمينية: Աշոտի Հովհաննիսյան؛ من مواليد 4 ديسمبر 1983) سياسية أرمينية، محامية، عملت كوزيرة عدل سابقة في الحكومة الأرمينية . هي حاليا نائبة رئيس الجلسة العامة لبرلمان جمهورية أرمينيا. هوفهانيسيان هي أول امرأة تشغل منصب وزير العدل في أرمينيا.

## أصولها
ولدت أربين هوفهانيسيان في 4 ديسمبر 1983 في يريفان، بالجمهورية الأرمنية السوفيتية الاشتراكية.

## تعليمها
- 2000-2004 : درست وتخرجت من كلية الحقوق بجامعة يريفان الحكومية.
- 2004-2006 : تحصلت على درجة الماجستير في القانون من جامعة يريفان الحكومية.
- 2006-2009 : أتمت الدراسات العليا بجامعة يريفان وتحصلت على درجة مرشح علوم القانون.[2]

## مسيرتها المهنية
- 2003-2006 - مختصة بالفئة الأولى من قسم الإصلاحات يدائرة الخدمة الجنائية في إدارة إصلاح القضاء التابعة لموظفي وزارة العدل في جمهورية أرمينيا.
- 2006-2007 - اخصائية قائدة.
- 2007 - محاضرة في قسم القانون المدني بجامعة يريفان الحكومية.
- 2007-2008 - نائبة رئيس قسم فحص القوانين القانونية لموظفي وزارة العدل في جمهورية أرمينيا.
- 19 مايو 2008 - 30 سبتمبر 2008 - مساعدة رئيس قسم موظفي رئيس جمهورية أرمينيا.
- 2008 - 2011 - مستشارة لرئيس الجمعية الوطنية.
- 6 مايو 2012 - انتخبت نائبة في الجلسة العامة لبرلمان جمهورية أرمينيا من قبل النظام الانتخابي النسبي بمساندة الحزب الجمهوري لأرمينيا.
- 4 سبتمبر 2015 - وقع الرئيس سيرج سركسيان من أرمينيا مرسومًا بتعيين أربين هوفهانيسيان وزيرة للعدل.[3]
- 2 أبريل 2017 - انتخبت نائبة الجلسة العامة لبرلمان جمهورية أرمينيا من الحزب الجمهوري لأرمينيا في الانتخابات على مستوى البلاد.
- 19 مايو 2017 - انتخب نائب رئيس الجلسة العامة لبرلمان جمهورية أرمينيا. صوت 73 نائبا لصالح اربين هوفهانيسيان، و22 ضدها.[4]

## الحياة الشخصية
أربين هوفهانيسيان غير متزوجة. وهي مناصرة لقضية المرأة وإشراك المزيد من النساء في السياسة الأرمنية، وذكرت أن العدد المنخفض نسبيًا لنواب البرلمان النساء في أرمينيا ليس بسبب التمييز القانوني، لكن بسبب نفسية النساء.

## النقاد
تعرضت لانتقادات بسبب وفاة المواطن السابق المسجون آرثر سركسيان. إذ في 17 مارس 2017، طالب المشاركون في مظاهرة في يريفان بإحالتها كوزيرة عدل هوفهانيسيان إلى العدالة، إلى جانب جميع المحققين الذين حكموا على سارغسيان بالاحتجاز، السبب الذي أدى بشكل غير مباشر إلى وفاته.